# Manon Lloyd
Manon Lloyd (Carmarthen, Sir Gaerfyrddin, 5 de novembre de 1996) és una presentadora i ciclista, ja retirada, gal·lesa especialista en el ciclisme en pista.
Va córrer professionalment al Drops Cycling Team de l'UCI Women's Team el 2018 i 2019. Representant el Regne Unit a competicions internacionals va guanyar la medalla de bronze en persecució per equips al Campionats d'Europa de ciclisme en pista de 2016. El 2017 fou tercera en la competició individual del Matrix Fitness Grand Prix.
El 2019 va entrar a treballar de presentadora al canal de YouTube Global Cycling Network.

## Palmarès en pista
- 2014
  -  Campiona d'Europa júnior en Puntuació
  -  Campiona d'Europa júnior en Persecució per equips (amb Emily Nelson, Grace Garner i Megan Barker)
- 2016
  -  Campiona d'Europa sub-23 en Persecució per equips (amb Emily Kay, Dannielle Khan i Emily Nelson)
- 2017
  -  Campiona d'Europa sub-23 en Madison (amb Eleanor Dickinson)
  -  Campiona del Regne Unit en Persecució per equips

### Resultats a laCopa del Món en pista
- 2016-2017
  - 1a a Glasgow, en Persecució per equips
  - 1a a Glasgow, en Madison